# Protosilvius priscus
Protosilvius priscus är en tvåvingeart som beskrevs av David Fairchild 1962. Protosilvius priscus ingår i släktet Protosilvius och familjen bromsar. Inga underarter finns listade i Catalogue of Life.